# Adelphailurus
Adelphailurus – wymarły rodzaj kota szablozębnego z plemienia Metailurini w obrębie rodziny kotowatych (Felidae). Zamieszkiwał Amerykę Północną od 10,3 do 5,33 miliona lat temu

## Taksonomia
Adelphailurus został nazwany przez Hibbarda (1934). Gatunkiem typowym ustanowiono Adelphailurus kansensis. Umieszczono go w rodzinie kotowatych (Felidae) – zrobił tak Hibbard (1934) i Carroll (1988); w jej obrębie zaś do podrodziny Machairodontinae, co uczynił Martin (1998).

## Etymologia
- Adelphailurus: gr. αδελφος adelphos „brat” (tj. większy)[5]; αιλουρος ailouros „kot”[6].
- kansensis: Kansas, Stany Zjednoczone[1].

## Morfologia
Zwierzę osiągało rozmiary dzisiejszej pumy, mogło przypominać ją również pod względem zwyczajów. Kształt jego ciała przypominał kształt ciała pumy z jednym wyjątkiem: zwierzę dysponowało długimi, ściśniętymi górnymi kłami. To właśnie ta cecha pozwala na umieszczenie zwierzęcia wśród zwierząt przypominających koty szablozębne. Oprócz tego Adelphailurus zachował górny drugi ząb przedtrzonowy, co jest niezwykłe jak na kota.
Legendre i Roth przebadali 2 osobniki, starając się ustalić masę ich ciał. Otrzymali następujące wyniki: 9,56 kg i 26,7 kg.
Zwierzę było mięsożercą posiadającym umiejętność wspinaczki.